# La Porte Pokrovski
Pour plus de détails, voir Fiche technique et Distribution.
La Porte Pokrovski (en russe : Покровские ворота, Pokrovskie vorota) est un téléfilm soviétique en deux parties réalisé par Mikhaïl Kozakov en 1982, adapté de la pièce de Leonid Zorine. Le film est produit par Mosfilm. En France, il fut projeté lors du Festival du cinéma russe à Honfleur, en 2006, et lors des Soirées du cinéma russe de Bordeaux en 2012. 
Malgré d'innombrables inexactitudes, le film est un vrai hommage au Moscou des années 1950. Une ambiance particulière de nostalgie lyrique y règne grâce aux chansons de Boulat Okoudjava. Ce film a révélé Oleg Menchikov. Ayant remporté un immense succès dans le monde russophone, ce film culte passe souvent à la télévision russe.

## Synopsis
Les événements ont lieu en automne 1956 à Moscou. Le jeune Kostik, arrivé à la capitale pour suivre les études à l'Université d'État de Moscou, habite dans un appartement communautaire chez sa tante Alissa Vitalïevna. Il se rapproche de son voisin, chanteur interprète, Arkadi Velourov et rencontre d'autres habitants et visiteurs, comme le poète Soïev et son épouse Olga Yannovna, le couple Orlovitch ou encore le vieux Savelitch. Son ami, le motard Savransky, lui rend fréquemment visite, mais on n'arrive guère à apercevoir le visage de ce dernier, car il garde toujours son casque. Dans cet appartement, habitent également Margarita Pavlovna et Lev Evguenievitch Khobotov, un couple fraichement divorcé après quinze ans de vie commune. Margarita Pavlovna s'apprête à refaire sa vie avec un ancien combattant de la guerre et accordéoniste amateur, Savva Ignatievitch, homme à l'esprit pratique pourvu du sens de la responsabilité. Lev Evguenievitch quant à lui fréquente une jeune infirmière romantique Loudotchka. Lui aussi aimerait se remarier. Mais son ex-épouse ne compte nullement lui laisser cette liberté. Elle se sent autorisée à s'occuper de lui tant qu'il ne se présentera une femme vraiment digne de sa confiance, selon ses dires. Lev Evguenievitch est partagé entre ses sentiments pour Loudotchka et la routine d'un homme indécis habitué à l'emprise de son épouse. Kostik et Arkadi Velourov essayent de réveiller son amour propre et l'incitent à lutter. Margarita Pavlovna est soutenue par son fiancé Savva Ignatievitch, qui est même prêt à installer l'ex de sa femme dans leur nouveau logement, après leur mariage. A la question rhétorique de Lev Evguenievitch quant au bonheur qu'il peut en retirer personnellement, Savva Ignatievitch rétorque avec bonhomie et condescendance que le bonheur ne doit jamais primer sur la bonne conscience. Lev Evguenievitch se retrouve à l'hôpital pour une intervention d'appendicite. Ses amis et Loudotchka viennent lui rendre visite. Mais alors qu'il déballe ses projets d'avenir, Margarita Pavlovna et Savva Ignatievitch arrivent pour comme ils disent le « cueillir ». Kostik lui propose de fuir tout bonnement, avec sa bien-aimée, sans se poser de questions. Ce que les deux amoureux finissent par faire amenés, cheveux au vent, dans le side-car de Savransky à travers le vieux Moscou. Dans l'épilogue du film, Kostik vient visiter son ancien quartier. Assis dans sa voiture, nostalgique, il médite sur le temps qui passe. On ne sait rien sur le devenir des autres protagonistes.

## Fiche technique
- Réalisateur : Mikhaïl Kozakov
- Scénario : Leonid Zorine
- Caméraman : Nikolaï Nemoliaev
- Musique : Gueorgui Garanian
- Décors : Lioudmila Koussakova
- Production : Mosfilm
- Pays d'origine : URSS
- Genre : Comédie
- Durée : 132 minutes
- Date de sortie : 1982
- Langue : russe

## Distribution
- Inna Oulianova : Margarita Pavlovna Khobotova
- Anatoli Ravikovitch : Lev Evguenievitch Khobotov, l'ex-mari de Margarita Pavlovna
- Oleg Menchikov : Kostik (Constantin Romine)
- Viktor Bortsov : Savva Ignatievitch Efimov
- Leonid Bronevoï : Arkadi Varlamovitch Velourov
- Sofia Piliavskaïa : Alissa Vitalïevna, tante de Kostik
- Elena Koreneva : Loudotchka
- Valentina Voïlkova : Rita (Margarita)
- Tatiana Doguileva : Sveta (Svetlana Popova)
- Evgueni Morgounov : le poète Soïev
- Natalia Kratchkovskaïa : Olga Yannovna, la femme de Soïev
- Igor Dmitriev : Gleb Nikolaïevitch Orlovitch
- Elisaveta Nikichtchikhina : Nina Alexandrovna Orlovitch
- Emmanuïl Gueller : Savelitch, un voisin
- Marina Doujeva : Anna Adamovna, l'étudiante
- Mikhaïl Kozakov : Kostik, 25 ans plus tard
- Rimma Markova : Vera Semionovna, la chirurgienne
- Vladimir Pitsek : Leonty, camarade de l'armée de Savva Ignatievitch
- Natalia Hitzeroth : auditrice d'Orlovitch